# Delve
Delve é um município da Alemanha localizado no distrito de Dithmarschen, estado da Schleswig-Holstein. Pertence ao Amt de Kirchspielslandgemeinde Eider.

Delve
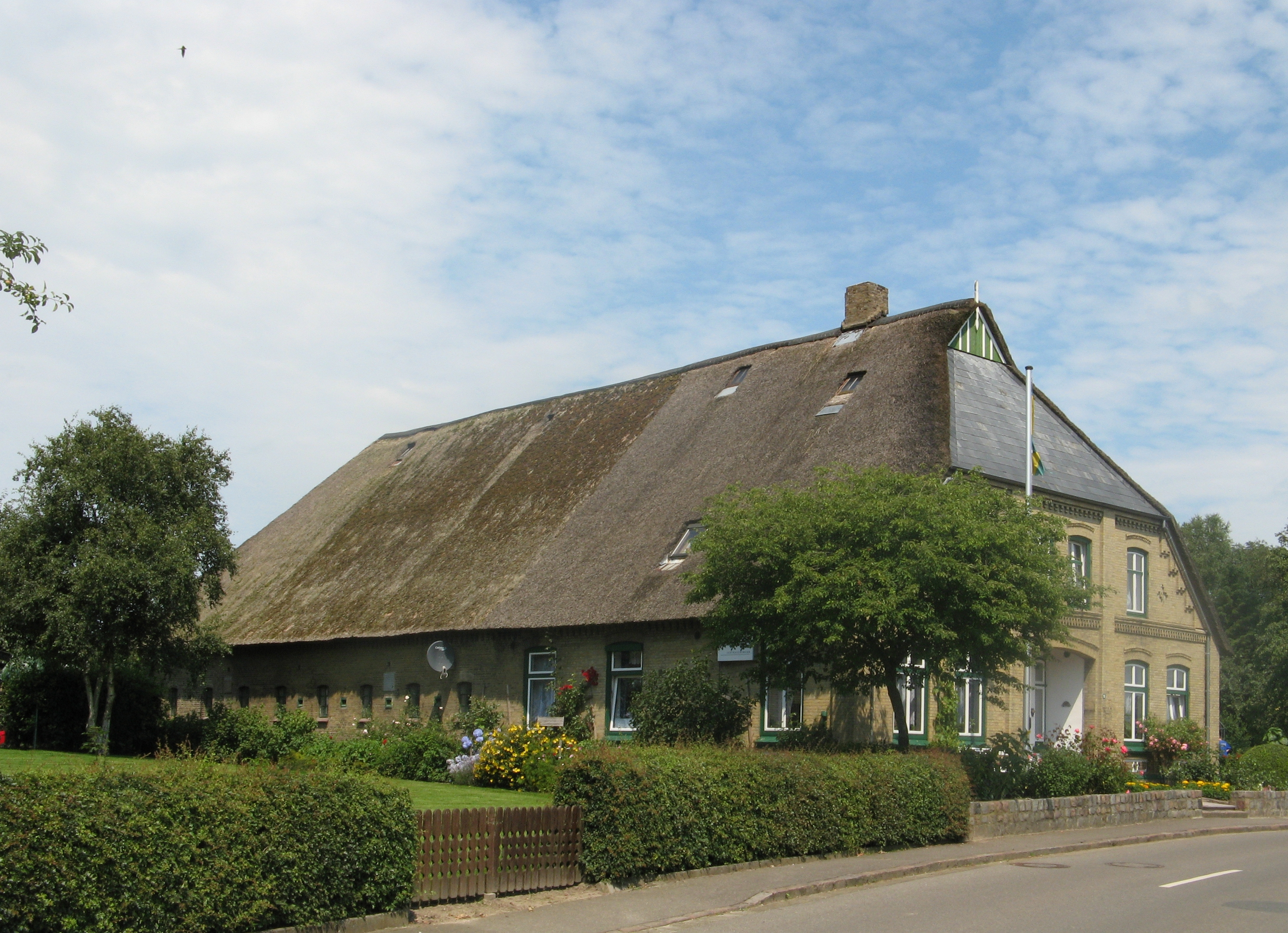
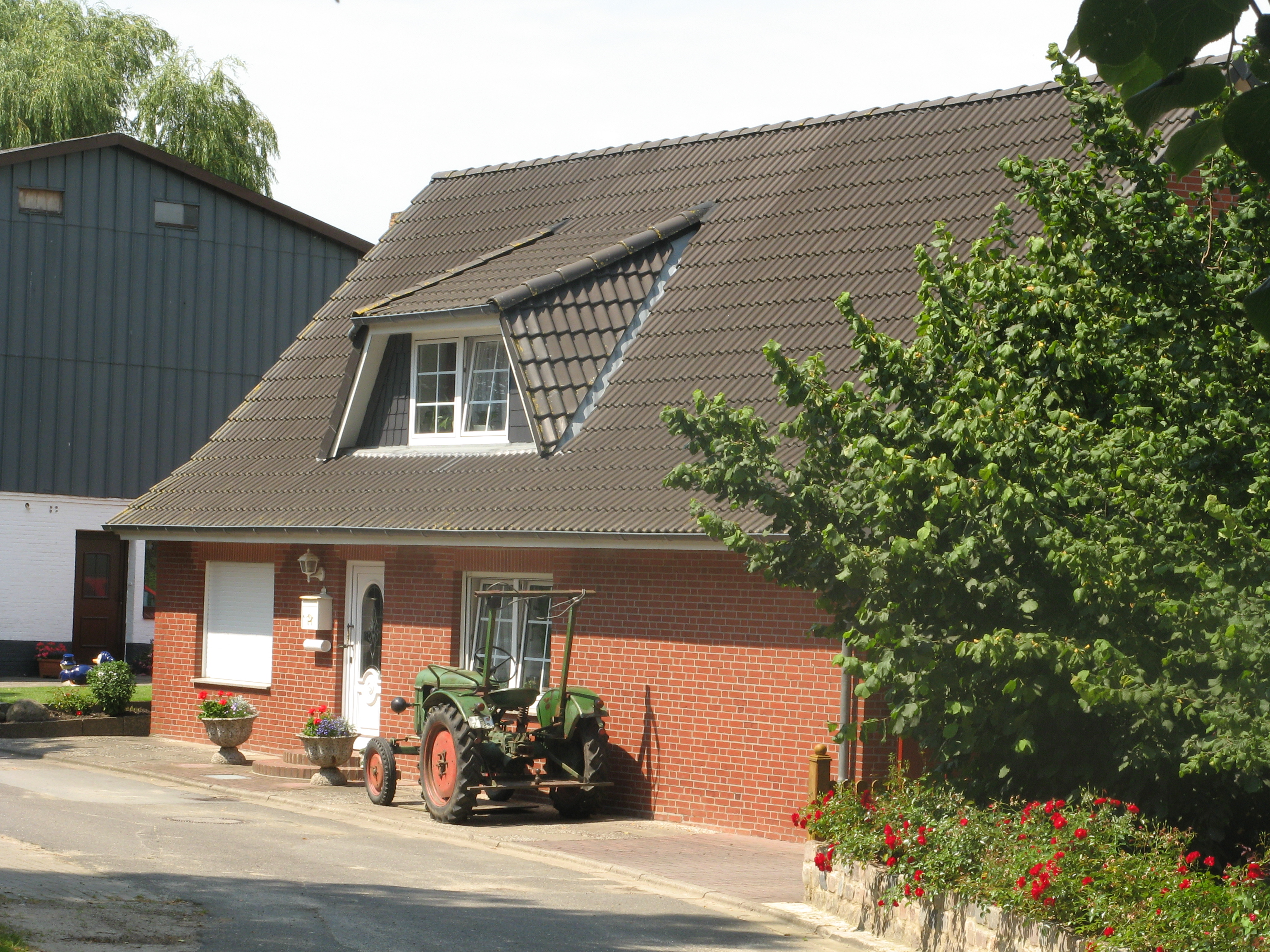
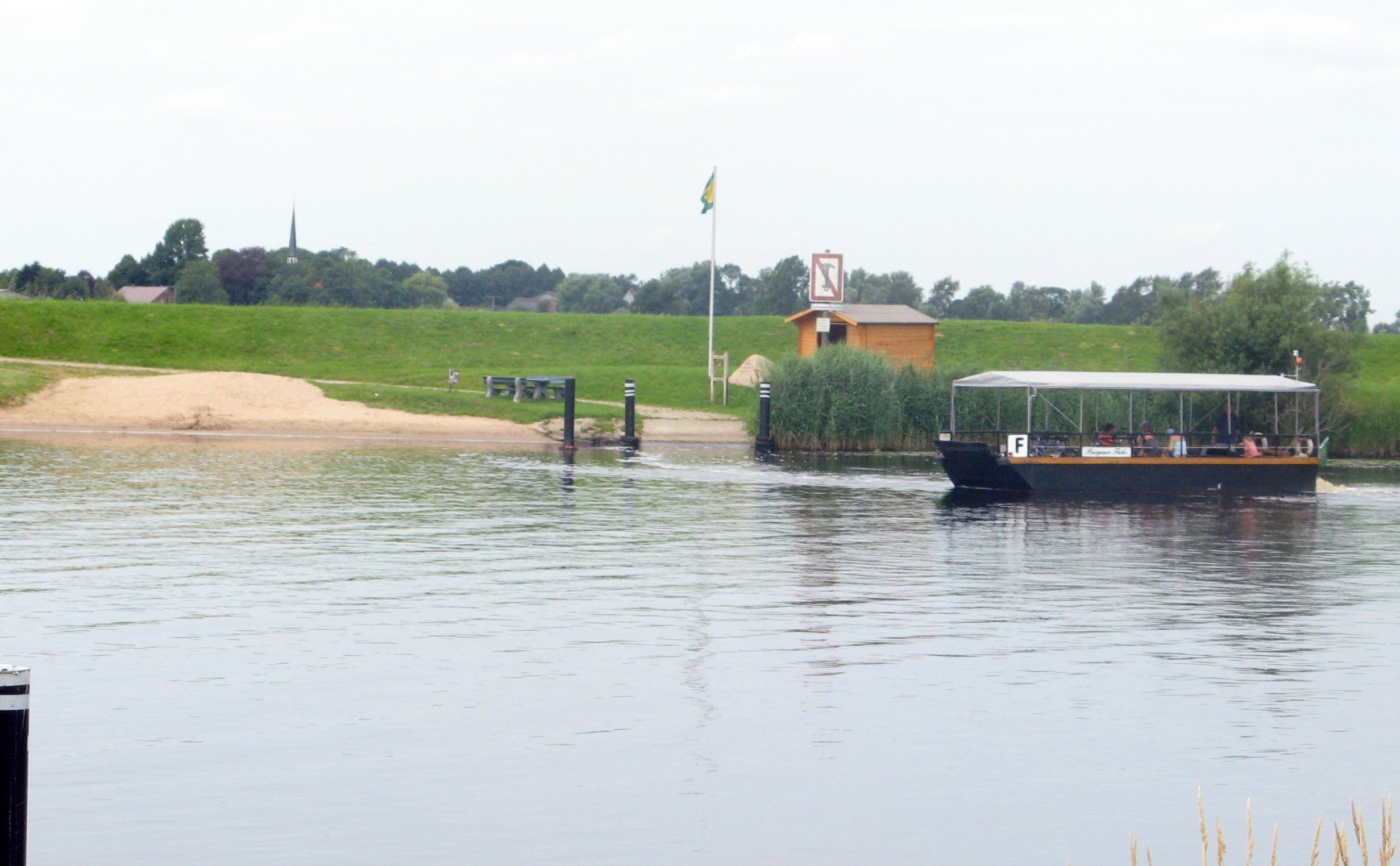
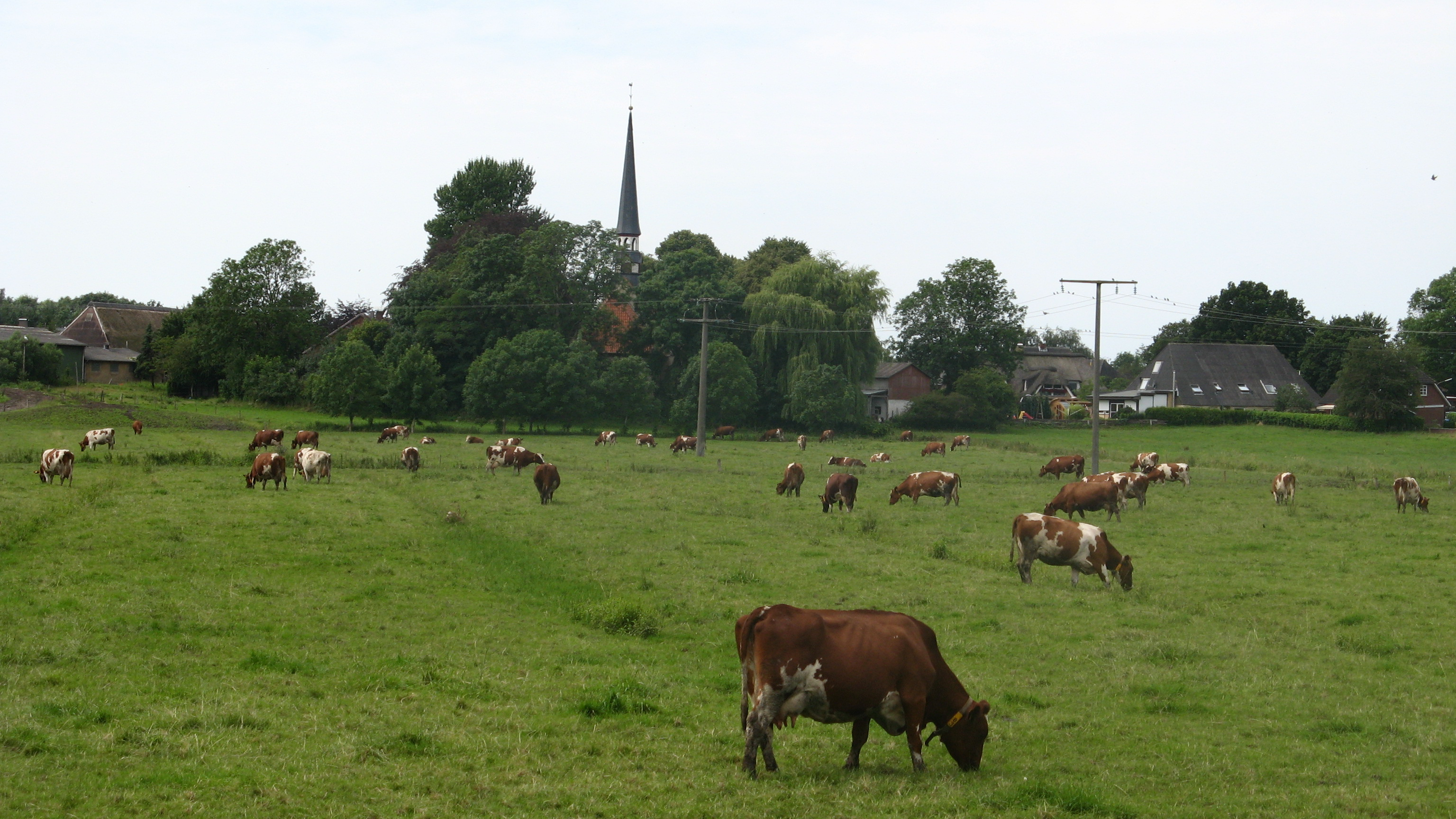

## Website
- www.delve.de